# Teodor Decapolita
Teodor Decapolita, en llatí Theodorus Decapolita o Theodorus Patricius o Theodorus Quaestor, en grec antic Θεόδωρος ό Δεκαπολίτης, fou un jurista romà d'Orient.
Va viure en temps de Constantí VII Porfirogènit i va escriure algunes novellae per aquest emperador.